# Aleksander Nikolajevič Rilejev
Aleksander Nikolajevič Rilejev (rusko Александр Николаевич Рылеев), ruski general, * 1778, † 1840.
Bil je eden izmed pomembnejših generalov, ki so se borili med Napoleonovo invazijo na Rusijo; posledično je bil njegov portret dodan v Vojaško galerijo Zimskega dvorca.

## Življenje
24. maja 1794 je vstopil v Preobraženski polk in decembra naslednje leto je bil premeščen v Gardni konjeniški korpus. 25. decembra 1796 je bil kot kadet dodeljen Leib huzarskemu polku in 10. septembra 1798 je bil povišan v korneta. 
Sodeloval je v bojih v Avstriji leta 1805 in bil ranjen med bitko pri Austerlitzu. 23. julija 1806 je izstopil iz vojske s činom polkovnika.
16. marca 1808 je bil aktiviran kot podpolkovnik Pavlogradskega huzarskega polka in 30. avgusta 1811 je bil povišan v polkovnika. Januarja 1812 je bil premeščen na jug Ukrajine, da ustanovi rezervne konjeniške enote. Ponovno se je udeležil bojev proti Francozem, dokler ni bil ranjen in 2. decembra 1812 odposlan na bolniški dopust.
Junija 1813 se je vrnil in 15. septembra istega leta je bil povišan v generalmajorja. Oktobra 1815 je postal pomočnik poveljnika 3. dragonske divizije in 12. decembra 1816 je postal poveljnik 1. brigade 1. dragonske divizije.
Upokojil se je 3. oktobra 1829.